# Georg Matthies
Georg Matthies (* 14. Dezember 1887 in Peine; † 11. November 1914 in Wismar) war ein deutscher Klassischer Archäologe.
Georg Matthies wurde in Peine in der Provinz Hannover als Sohn des Kaufmanns Christian Matthies und seiner Ehefrau Helene, geb. Blanke geboren. Er besuchte das Gymnasium in Soest und ab 1900 das Gymnasium in Wismar, wo er Ostern 1906 die Reifeprüfung bestand. Er studierte er Klassische Archäologie in Marburg, wo er seit 1906 der Marburger Burschenschaft Arminia angehörte, Berlin und Göttingen, wo er am 17. April 1912 bei Gustav Körte mit der Dissertation „Die praenestinischen Spiegel“ promoviert wurde. Bis 1913 diente er als Einjährig-Freiwilliger im Großherzoglich Mecklenburgischen Füsilier-Regiment „Kaiser Wilhelm“ Nr. 90 in Wismar. Für 1913–1915 wurde ihm das Reisestipendium des Deutschen Archäologischen Instituts verliehen. Während dieser Zeit nahm er im März 1914 an den Ausgrabungen auf der Burg von Tiryns in Griechenland teil. Bei Ausbruch des Ersten Weltkriegs eilte er aus Süditalien in die Heimat zurück und bildete zuerst in Rostock Soldaten aus. Während der Ersten Flandernschlacht erlitt er bei Ypern zwei Schüsse in die Lunge. Am 14. November 1914 verstarb er als Vizefeldwebel an den Folgen dieser Verwundung in Wismar.

## Schriften
- Die pränestinischen Spiegel. Ein Beitrag zur italischen Kunst- und Kulturgeschichte, Zur Kunstgeschichte des Auslandes 95, Straßburg 1912